# Fantasy Flight Games
Fantasy Flight Games (FFG) es una compañía de juegos con sede en Roseville, Minnesota, Estados Unidos, que crea y publica juegos de rol, juegos de mesa y juegos de cartas. A partir de 2014, es una subsidiaria de Asmodée Éditions.

## Historia
Christian T. Petersen, CEO de la compañía, fundó Fantasy Flight Publishing en 1995. Su primer producto fue el juego de tablero Twilight Imperium, lanzado en 1997. Desde entonces, la compañía se ha renombrado como Fantasy Flight Games (FFG), y se ha convertido en una de las más importantes en la industria de los juegos de pasatiempos.
En 2008, FFG se asoció con Games Workshop para representar la configuración de Warhammer y Warhammer 40000. FFG anunció el fin de esa asociación el 9 de septiembre de 2016.
En agosto de 2011, FFG adquirió la licencia para juegos de cartas, miniaturas y juegos de rol ambientados en el universo de Star Wars. También han creado juegos de mesa y cartas para las conocidas licencias Juego de tronos, Battlestar Galactica y El señor de los anillos, así como juegos de mesa basados en juegos de computadora populares como  Doom, StarCraft y WoW. También son conocidos por revisar y reimprimir juegos clásicos populares o de culto como Cosmic Encounter, Arkham Horror, Taliman y Netrunner.
En noviembre de 2014 se anunció que Fantasy Flight Games había acordado una fusión con el editor francés de juegos de mesa Asmodée Éditions. Asmodée ayudó a llevar algunos de los juegos de mesa de Fantasy Flight a forma digital. En octubre de 2017, Asmodée y Fantasy Flight anunciaron la formación de Fantasy Flight Interactive, una división de las compañías fusionadas para llevar más juegos de mesa físicos de Fantasy Flight a implementaciones digitales. No obstante, como parte de un despido en toda la empresa, Fantasy Flight optó por cerrar Fantasy Flight Interactive en enero de 2020.

## Juegos

### Juegos de cartas en vivo (LCG)
Fantasy Flight Games define un «juego de cartas en vivo» (Living Card Games), también conocidos por su acrónimo inglés LCG, como una variante de los juegos de cartas tradicionales. Los LCG tienen expansiones regulares y construcción de mazos como los juegos de cartas coleccionables (Collectible Card Games o CCG), pero no tienen el modelo de compra a ciegas de los CCG. En lugar de barajas de inicio aleatorias y paquetes de refuerzo, los LCG tienen conjuntos básicos, paquetes de expansión y expansiones de lujo con distribución fija no aleatoria de tarjetas. Los juegos principales vienen con plataformas de inicio preconstruidas y están diseñados para ser autónomos. Se pueden jugar solos o expandidos para juegos construidos con expansiones.

### Catálogo
- El señor de los anillos: El juego de cartas (2011)
- A Game of Thrones: The Card Game Second Edition (2015)
- Arkham Horror: El juego de cartas (2016)
- La leyenda de los cinco anillos: el juego de cartas (2017)
- Marvel Champions: El juego de cartas (2019)

Fantasy Flight Games ha impreso previamente los siguientes LCG:
- La llamada de Cthulhu: el juego de cartas (2008-2015)
- A Game of Thrones: The Card Game (primera edición) (2008-2015)
- Warhammer: Invasion (2009-2013)
- Warhammer 40,000: Conquest (2014-2017)
- Android: Netrunner (2012-2018)
- Star Wars: El juego de cartas (2012-2018)

## Premios

### Premios Origins 2016
- Juego de mesa - Star Wars: Imperial Assault, diseñado por Justin Kemppainen, Corey Konieczka y Jonathan Ying.
- Juego de miniaturas - Star Wars: Armada, diseñado por James Kniffen, Christian T. Petersen.
- Juego de rol - Star Wars: La Fuerza y el Destino, diseñado por Jay Little.

Fuente: Originsawards.net